# Palau de Santa Eulàlia
Palau de Santa Eulàlia település Spanyolországban, Girona tartományban. Palau de Santa Eulàlia Garrigàs, Siurana, Torroella de Fluvià, Sant Miquel de Fluvià és Sant Mori községekkel határos. Lakosainak száma 136 fő (2024).

## Népesség
A település népessége az elmúlt években az alábbi módon változott:
| Lakosok száma | 51   | 269  | 196  | 150  | 82   | 84   | 112  | 98   | 91   | 136  |
|               | 1717 | 1887 | 1936 | 1960 | 1986 | 2004 | 2009 | 2014 | 2019 | 2024 |